# 渡橋 (木曽川)

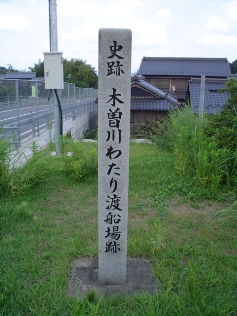
木曽川わたり渡船場跡の碑

渡橋（わたりばし）は、愛知県一宮市光明寺と岐阜県各務原市川島渡町の木曽川南派川に架かる愛知県道150号・岐阜県道115号一宮川島線のトラス橋である。
ツインアーチ138と河川環境楽園を結ぶアクセス道路でもある。

## 概要
車道橋
- 供用：1964年（昭和39年）11月16日
- 延長：258m
- 幅員：6m

※橋幅が狭いため、トラスの構造物に高荷車などが接触する恐れがあるため、高さ制限（3.5m）が設けれれている。
歩行者・自転車専用橋（渡橋側道橋）
- 供用：2006年（平成18年）3月
- 延長：270.3m
- 幅員：3m

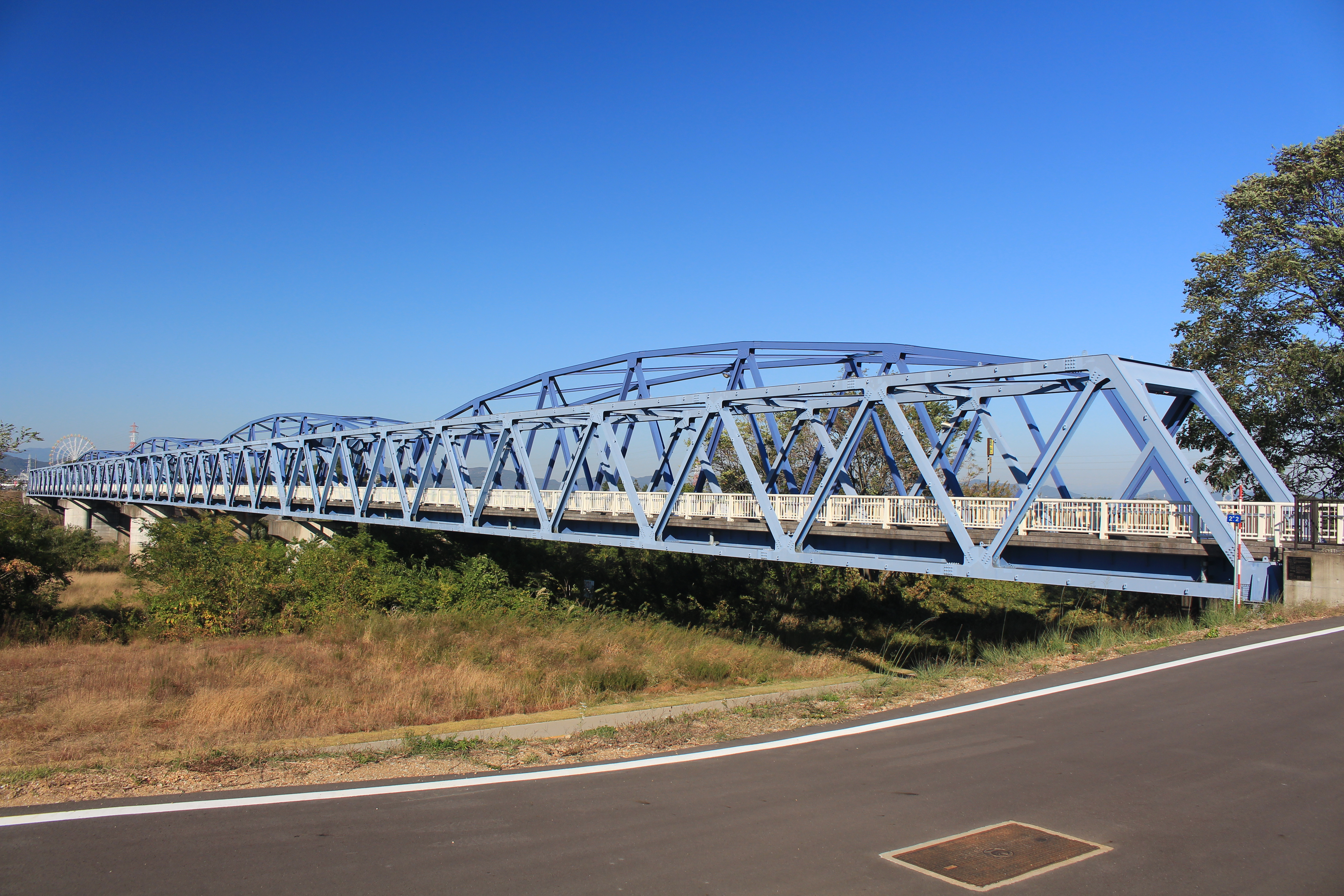
木曽川左岸下流から望む渡橋
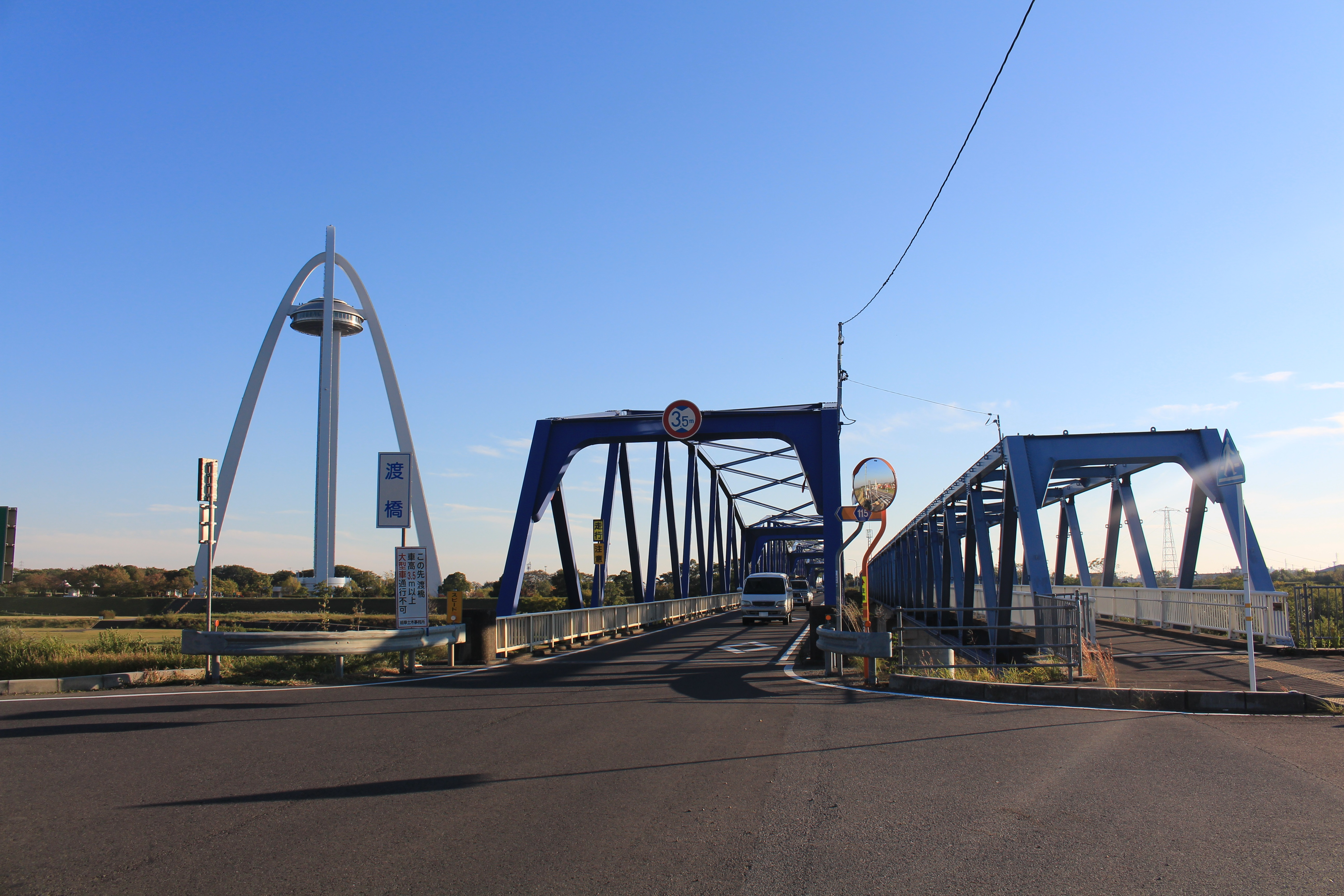
右岸から望むツインアーチ138、車道橋と歩行者・自転車専用橋

## 歴史
以前は、渡船があったが、木曽川の洪水により欠航となることがあった（渡船があったことを示す石碑が各務原市川島渡町にある）。
1937年（昭和12年）、木造の仮橋が完成。1943年（昭和18年）10月に木造の橋（わたり橋）が完成する（この橋は昭和20年代には、美空ひばり主演の映画撮影に使用されている）。しかし、木曽川の洪水によって、何度か破損、一部流出をし、その都度復旧させていた。1959年（昭和34年）の伊勢湾台風完全に流出。新たな橋（木製土橋、全長118.0m、幅3.60m）は1960年（昭和35年）に完成したが、この橋も1961年（昭和36年）6月に一部流出する。
橋の修復を計画していたところ、新たな橋の建設が決まり、1964年（昭和39年）11月16日に、今の渡橋が完成する。
岐阜県各務原市川島地区と愛知県一宮市を結ぶ幹線となったが、交通量増大（1996年（平成8年）8月8日の平成川島橋の開通や河川環境楽園開園等）と幅の狭さによる事故が懸念されたため、2006年（平成18年）に歩行者・自転車専用の橋（渡橋側道橋）が完成した。
1992年（平成4年）から2006年（平成18年）までの間、毎年8月第4土曜日に開催されていた一宮市民花火大会では自動車通行止めとなり、見物スポットのひとつとなっていた。